# گاه‌شماری گرده

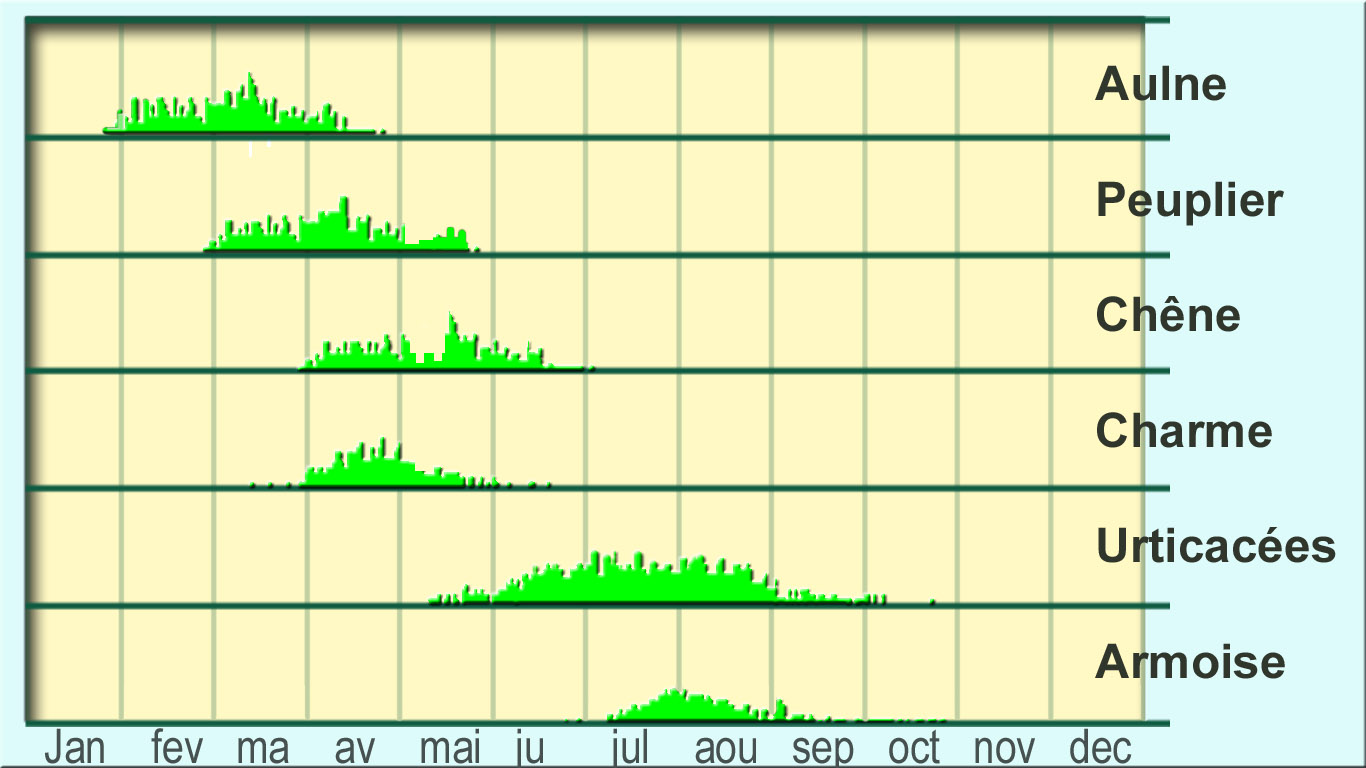
تخمین یک گاه‌شماری گرده، نشان‌دهنده افزایش و کاهش گرده گیاهان مختلف در طول سال

گاه‌شماری گرده‌ (به انگلیسی: Pollen calendar) روشی است برای نشان دادن زمان اوج گرده‌افشانی گیاهانی که باعث واکنش‌های آلرژیک در افراد خاص می‌شوند.

## در علوم قانونی
گاه‌شماری گرده می‌تواند ابزار بسیار مفیدی در علوم قانونی باشد، زیرا می‌توان از آن برای تعیین ماه، هفته و زمان مرگ استفاده کرد. استفاده از گرده برای مقاصد تحقیقات جنایی گرده‌شناسی قانونی نامیده می‌شود. استفاده از روش گاه‌شماری گرده برای تعیین زمان مرگ باید با احتیاط زیاد و فقط توسط یک کارشناسان آموزش‌دیده استفاده شود.